# Grävrörelsen
Grävrörelsen eller Gräv-där-du-står-rörelsen utvecklades i Sverige på 1970- och 1980-talen i samband med industrisamhällets avveckling. Begreppet grävrörelse har sitt ursprung i författaren Sven Lindqvists bok Gräv där du står (1978).
Rörelsen syftade till att skapa ny kunskap om industrisamhällets framväxt och villkor, med fokus på arbetarnas egna minnen. Rörelsen vilade på idén att arbetarna själva skulle stå för kunskapsproduktionen, inte akademien eller museisektorn. Ett stort antal studiecirklar startades runt om i landet, vars resultat presenterades i exempelvis publikationer, utställningar och amatörteater. Grävrörelsen var bland annat uttryck för en politisk kritik mot den institutionaliserade kunskapsproduktionen och för ett lokalhistoriskt intresse för industriarbete och arbetarhistoria.